# مهدي سليم خليفي

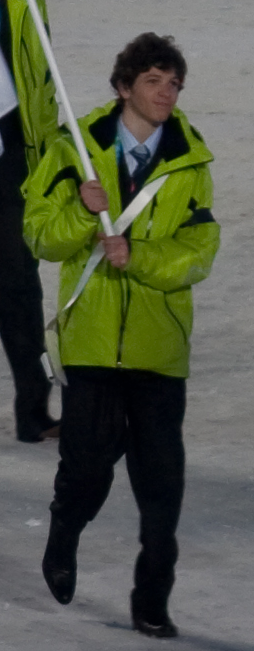
مهدي سليم خليفي

مهدي سليم خليفي. هو متزلج عبر البلاد جزائري ولد في 1 سبتمبر 1992 في فرنسا.
يحمل الجنسيتين الفرنسية والجزائرية، شارك كممثل وحيد للألعاب الأولمبية الجزائرية الشتوية 2010 في فانكوفر.

## دورة الألعاب الأولمبية الشتوية لعام 2010
كان عمر مهدي خليفي 17 سنة، وكان اصغر من كل الأولمبيين، مدربه دنيس بواسير.
مرتبة مهدي خليفي 15 كم حرة في دورة الألعاب الاولمبية 2010.
| 83e | الهند   | Tashi Lundup      | heure | 36.8 | +heure | 00.5 |
| 84e | الجزائر | Meïdhi Khelifi    | heure | 38.5 | +heure | 02.2 |
| 85e | مقدونيا | Darko Damjanovski | heure | 48.2 | +heure | 11.9 |

## روابط خارجية
- مهدي سليم خليفي على موقع الاتحاد الدولي للتزلج (التزلج الريفي) (الإنجليزية)
- مهدي سليم خليفي على موقع أوليمبيديا (الإنجليزية)